# Морков, Стельян
Стельян Морков (рум. Stelian Morcov, род. 1 декабря 1951, Mitoc, Ботошани) — румынский борец вольного стиля, призёр Олимпийских игр.

## Биография
Родился в 1951 году в городке Азуга жудеца Прахова. В 1975 году принял участие в чемпионате мира, но там стал лишь 5-м. В 1976 году завоевал бронзовые медали чемпионата Европы и Олимпийских игр в Монреале.